# مارتن سوتون
مارتن سوتون (بالإنجليزية: Martin Sutton)‏ هو كاتب أغاني ومنتج أسطوانات بريطاني، ولد في 3 مايو 1963.

## وصلات خارجية
- مارتن سوتون على موقع IMDb (الإنجليزية)
- مارتن سوتون على موقع ميوزك برينز (الإنجليزية)